# Senadoconsulto sobre Cneo Calpurnio Pisón padre
El senadoconsulto sobre Cneo Calpurnio Pisón padre, fechado el 10 de diciembre del año 20 d. C., es una copia en bronce de un senadoconsulto (sententia del Senado). Hay fragmentos de varias copias pero la principal, llamada "A", es de gran tamaño (118 x 46/43,3 x 0,47 m, con 176 líneas de texto) y en general buena conservación. Se conserva en el Museo Arqueológico de Sevilla (España).

## Hechos
El protagonista, Cnaeus Calpurnius Piso, miembro de una antigua y noble familia senatorial, fue cónsul del año 7 a. C., como colega de Tiberio, hijo de la emperatriz Livia. Fue después gobernador de la Hispania Citerior y procónsul de África. Nombrado más tarde por Tiberio, en 17 d. C., gobernador de la provincia de Siria, entró allí en conflicto con el césar Germánico, en este momento hijo adoptivo y uno de los supuestos herederos del emperador, que había recibido a su vez amplios poderes de inspección en Oriente. Tras varios choques con él, Pisón fue obligado a dejar la provincia. La inmediata y extraña muerte por envenenamiento de Germánico, en el año 19 d. C., y el malestar del pueblo, que le adoraba, obligaron a Tiberio a abrir una investigación oficial sobre Pisón, que conduciría a un proceso ante el Senado, para aclarar la posible implicación de él y de su esposa, Munacia Plancina, quien era íntima amiga de la emperatriz Livia, en lo que claramente era un asesinato. Pisón fue además acusado de haber estado a punto de provocar una guerra civil, con sus desprecios a Germánico, manipulando la lealtad de sus cuatro legiones, y por la búsqueda de aliados externos. 
Pisón evitó la ruina completa de su familia gracias a su suicidio, para el que aprovechó una pausa solicitada por él mismo durante el proceso. Gracias a ello, y al testimonio de Livia, Plancina quedó libre de culpa y condena, así como dos de los hijos del matrimonio, y pudieron salvar la mayor parte de su patrimonio. El senado acordó algunos actos más bien simbólicos contra Pisón, como su damnatio memoriae, por la que se ordenó tachar su nombre en cualquier inscripción donde figurara. Sí recibieron sendas condenas dos conjurados de Pisón cuya actividad se comprobó. No se pudo probar la implicación de Tiberio y de su madre en los hechos, pero el pueblo mantuvo mucho tiempo la sospecha de ello, alimentada también por la viuda de Germánico, Agripina la Mayor, figura de enorme prestigio entre los romanos, que los acusaba abiertamente. 
El relato del proceso, que según los editores duró doce días, y según otros autores unas cinco o seis semanas, y que fue un gran acontecimiento en Roma, se conservaba vívidamente contado por Tácito, con el cual el texto del bronce, aunque lógicamente mucho más detallado, coincide en lo principal de lo actuado porque Tácito se sirve de las actas senatoriales, pero no refleja en absoluto, como era de esperar, los verdaderos sentimientos y sospechas del pueblo.

## Publicación
El bronce principal o "copia A" fue hallado en circunstancias muy oscuras en la provincia de Sevilla, las demás copias y fragmentos habían aparecido también antes de 1996. El senadoconsulto fue mandado exponer por todas las provincias romanas. Numerio Vibio Sereno, gobernador de la Baetica, lo expondría en el lugar más frecuentado (in celeberrimo loco) de Corduba, y otras ciudades solicitarían una copia. No se sabe con seguridad el tiempo que transcurre desde que se hace el senatusconsultum hasta su publicación en la Bética pero, debido a los deseos de que se hiciese rápidamente, para calmar la ansiedad de los ciudadanos romanos del Imperio, los distintos gobernadores provinciales recibirían la orden y una copia en un breve plazo. Quizá estas copias provinciales representen el deseo de las ciudades de que Tiberio les permitiese rendirle culto como emperador (hipótesis de los editores, W. Eck y A. Caballos).